# Congrès de l'Union pour un mouvement populaire de 2002
Le premier congrès de l'Union pour un mouvement populaire (UMP) a lieu le 17 novembre 2002 dans l'objectif d'élire la direction du parti. Ce congrès fait suite à la victoire de Jacques Chirac à l'élection présidentielle et à celle du parti aux élections législatives et à la création du parti.
Il voit la victoire de l'équipe dirigeante composée d'Alain Juppé (président), de Jean-Claude Gaudin (vice-président) et Philippe Douste-Blazy (secrétaire général).

## Organisation du congrès

### Localisation
Le congrès a lieu au Bourget.

## Enjeux

### Présidence du parti
Pour pouvoir se porter candidat, il faut obtenir le soutien d'au moins 3 % des militants UMP à jour de cotisation. Chaque candidat à la présidence forme un « ticket » avec deux autres membres du parti pour les postes de vice-président et de secrétaire général.

#### Candidats
| Soutiens                                                                 |
| ------------------------------------------------------------------------ |
| - Députés : - Sénateurs : - Députés européens : - Autres personnalités : |

| Soutiens                                                                                 |
| ---------------------------------------------------------------------------------------- |
| - Députés : Étienne Mourrut - Sénateurs : - Députés européens : - Autres personnalités : |

| Soutiens                                                                 |
| ------------------------------------------------------------------------ |
| - Députés : - Sénateurs : - Députés européens : - Autres personnalités : |

| Soutiens                                                                 |
| ------------------------------------------------------------------------ |
| - Députés : - Sénateurs : - Députés européens : - Autres personnalités : |

| Soutiens                                                                 |
| ------------------------------------------------------------------------ |
| - Députés : - Sénateurs : - Députés européens : - Autres personnalités : |

## Résultats

### Équipe dirigeante
Alain Juppé devient le 1er président de l'Union pour un Mouvement Populaire